# Mystères d'York

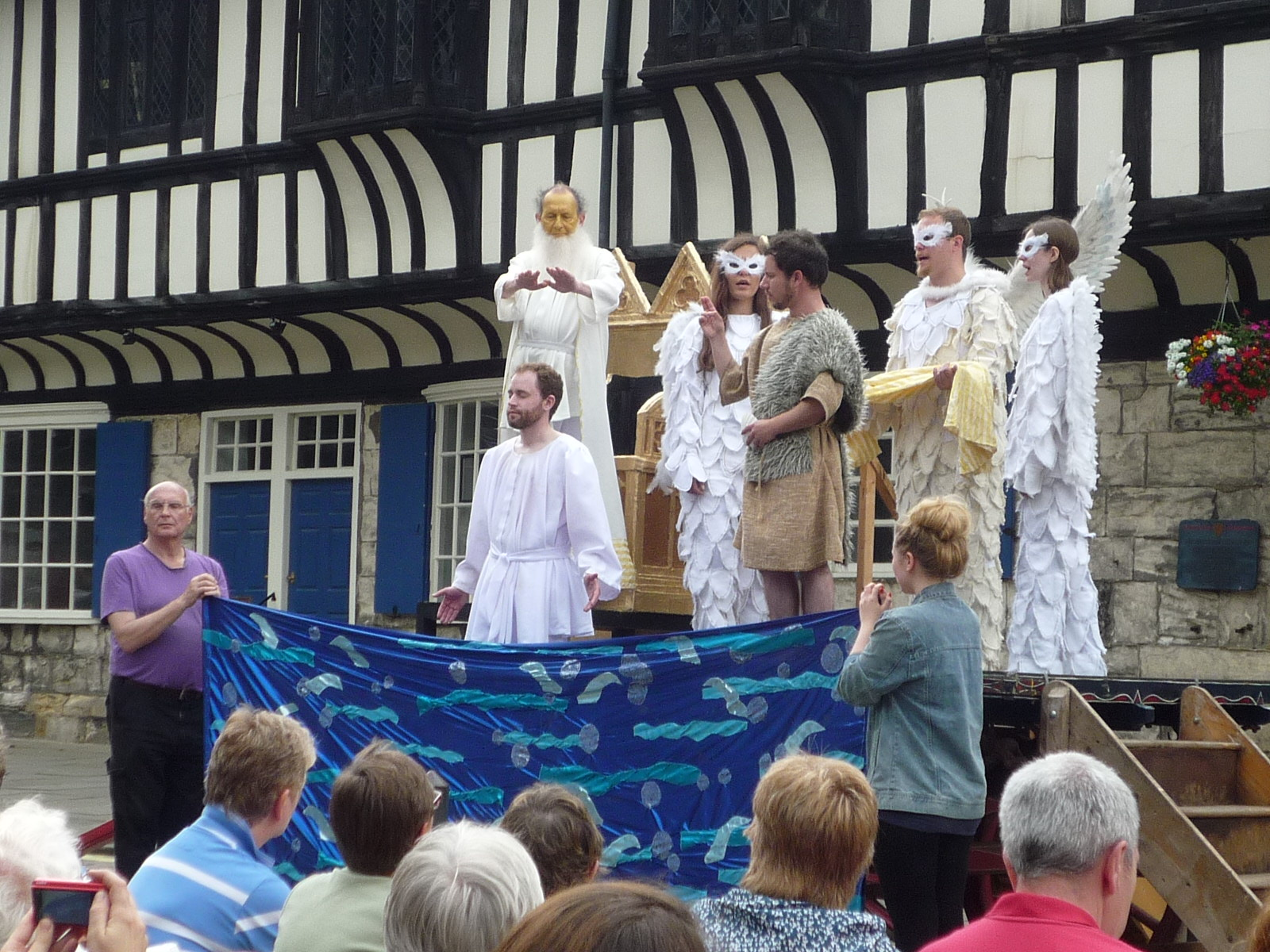
Image de representation le jour de la fete-dieu dans la ville de York.

Les mystères d'York sont un cycle de mystères en moyen anglais. Ces 48 pièces d'inspiration biblique étaient interprétées par les différents corps de métiers de la ville d'York le jour de la Fête-Dieu. La première interprétation connue remonte à 1376, tandis que la dernière avant leur suppression a lieu en 1569. Le cycle connaît un renouveau au XXe siècle.
Il en subsiste un manuscrit de la fin du XVe siècle, conservé à la British Library. C'est l'un des quelques cycles de mystères qui nous est parvenu presque intégralement, avec ceux de Chester, de Wakefield et de N-Town.

## Liste des pièces
1. La Création et la Chute de Lucifer (les tanneurs)
2. La Création jusqu'au cinquième jour (les plâtriers)
3. La Création d'Adam et Ève (les faiseurs de cartes)
4. Adam et Ève dans le jardin d'Éden (les fouleurs)
5. La Chute (les tonneliers)
6. L'Expulsion d'Éden (les armuriers)
7. Le Sacrifice de Caïn et Abel (les gantiers)
8. La Construction de l'Arche (les constructeurs navals)
9. Noé et sa femme (les pêcheurs et les marins)
10. Abraham et Isaac (les parcheminiers et les relieurs)
11. Le départ des Hébreux d'Égypte ; les dix plaies ; le passage de la mer Rouge (les bonnetiers)
12. L'Annonciation et la Visitation (les épiciers)
13. Le Trouble de Joseph concernant Marie (les étameurs et fondeurs)
14. Le Voyage à Bethléem (les couvreurs)
15. Les Bergers (les fabricants de bougies)
16. L'Arrivée des rois mages devant Hérode (les maçons)
17. L'Adoration des mages (les orfèvres)
18. La Fuite en Égypte (les palefreniers)
19. Le Massacre des Innocents (les fabricants de ceintures et de clous)
20. Le Christ et les docteurs (les fabricants d'éperons) et de mors)
21. Le Baptême de Jésus (les barbiers)
22. La Tentation (les forgerons)
23. La Transfiguration (les corroyeurs)
24. La Femme adultère ; Lazare (les chapeliers)
25. L'Entrée du Christ à Jérusalem (les écorcheurs)
26. La Conspiration (les couteliers)
27. Le Dernier Repas (les boulangers)
28. L'Agonie et la Trahison (les cordonniers)
29. Le Reniement de Pierre ; Jésus devant Caïphe (les fabricants d'arcs et de flèches)
30. Le Rêve de la femme de Pilate (les tapissiers)
31. Le Procès devant Hérode (les teinturiers)
32. La Seconde Accusation devant Pilate ; les remords de Judas ; l'achat du champ du sang (les cuisiniers et porteurs d'eau)
33. Le Second Procès devant Pilate (les fabricants de tuiles)
34. Le Christ conduit au Golgotha (les tondeurs)
35. La Crucifixion (les couturiers et peintres)
36. La Mortification du Christ et la Mise au tombeau (les bouchers)
37. La Descente aux Enfers (les selliers)
38. La Résurrection (les charpentiers)
39. L'Apparition du Christ à Marie-Madeleine (les vignerons)
40. Les Voyageurs d'Emmaüs (les conducteurs de traîneau)
41. La Purification de Marie ; Syméon et Anne (les chapeliers, les maçons et les laboureurs)
42. L'Incrédulité de Thomas (les écrivains publics)
43. L'Ascension (les tailleurs)
44. La Descente du Saint-Esprit (les potiers)
45. La Mort de Marie (les drapiers)
46. L'Apparition de Marie à Thomas (les tisserands)
47. L'Assomption et le Couronnement de la Vierge (les palefreniers)
48. Le Jour du jugement (les merciers)

### Édition du texte
- (en) Lucy Toulmin Smith, York plays. The Plays performed by the rrafts Or Mysteries of York, on the day of Corpus Christi in the 14th, 15th, and 16th Centuries, Oxford, Clarendon Press, 1885.
- (en) Richard Beadle et Peter Meredith, The York play : a facsimile of British Library MS Additional 35290, together with a facsimile of the Ordo Paginarum section of the A/Y memorandum book, University of Leeds, 1983.
- (en) Richard Beadle et Pamela M. King, York Mystery Plays: A Selection in Modern Spelling, Oxford University Press, 1999 (ISBN 0-19-283710-9, lire en ligne ).

### Études
- J. W. Robinson, « The Art of the York Realist », Modern Philology, vol. LX, no 4,‎ mai 1963, p. 241–251 (lire en ligne ).